# Burza magnetyczna w 1859 roku

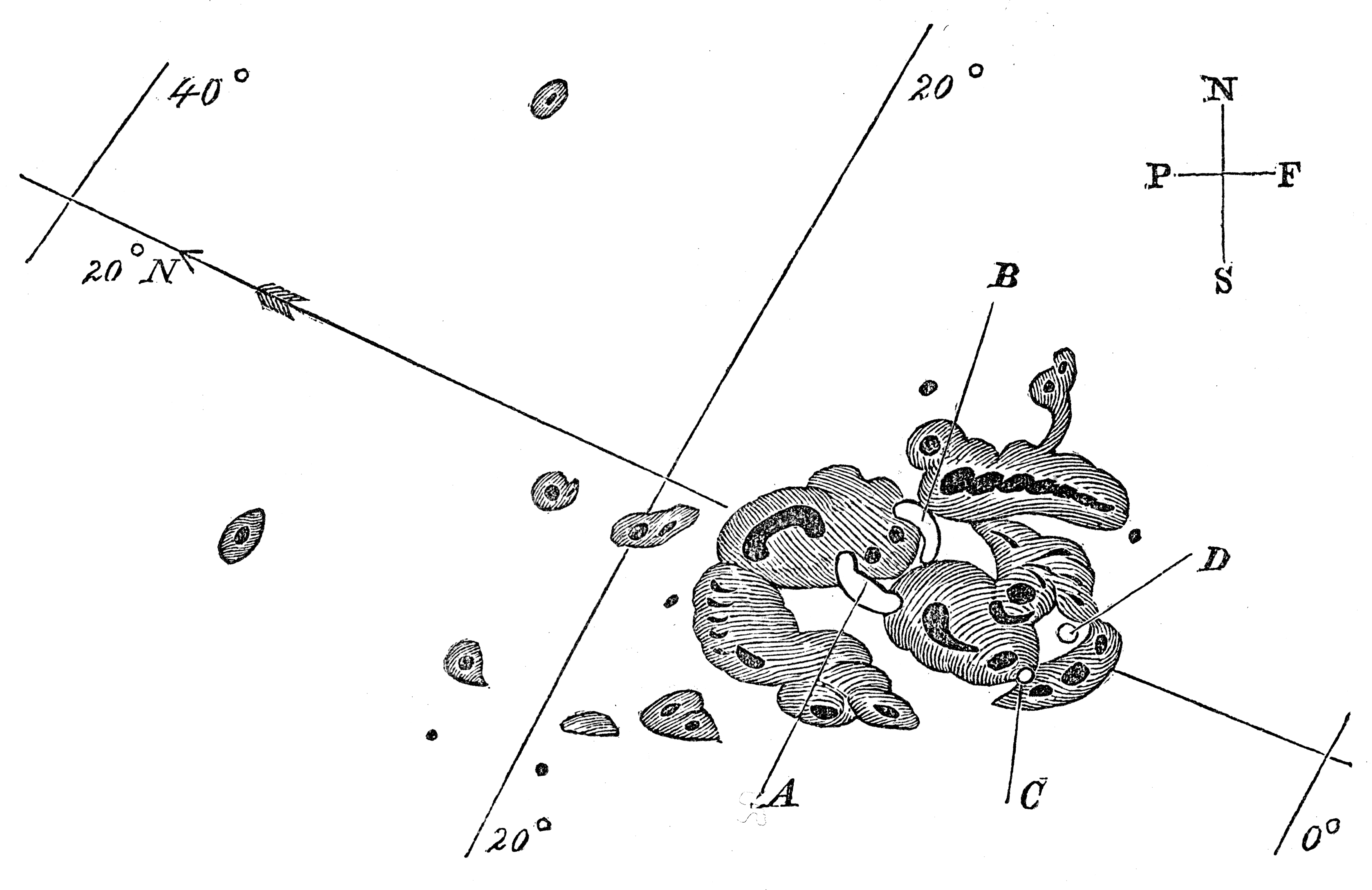
Plamy słoneczne 1 września 1859 według szkicu Richarda Carringtona. Litery A i B oznaczają początkowe pozycje bardzo jasnych rozbłysków, które w ciągu pięciu minut przeniosły się do pozycji C i D, zanim znikły

Burza magnetyczna 1859 roku (Burza Carringtona) – wyjątkowo intensywna burza geomagnetyczna, która wywołała liczne awarie telegrafów.

## Przebieg
Między 28 sierpnia a 2 września 1859 roku obserwowano liczne plamy na Słońcu. 1 września, tuż po jedenastej lokalnego czasu, angielski astronom-amator Richard Christopher Carrington zaobserwował rozbłysk, który –  jak wiadomo z badań współczesnych – utworzył koronalny wyrzut masy (CME). Obłok wyrzuconej materii dotarł do Ziemi po 18 godzinach, gdy zazwyczaj czas ten wynosi 3–4 dni.
Wyrzut ten był przyczyną jednej z najbardziej intensywnych burz magnetycznych na Ziemi w dotychczasowej historii. Rozpoczęła się ona 2 września. Zaburzenia ziemskiego magnetyzmu spowodowały awarie sieci telegraficznych w całej Europie i Ameryce Północnej, a nawet okazjonalne zapalanie się od iskier papieru w telegrafach. Mimo odłączenia baterii, indukowany prąd był na tyle silny, iż pozwalał na przesyłanie wiadomości telegraficznych.
Zorza polarna, widoczna wówczas na całym świecie, została zaobserwowana nawet na Karaibach, a w Górach Skalistych była tak jasna, że jej blask obudził poszukiwaczy złota, którzy zaczęli przygotowywać śniadanie, myśląc, że zbliża się już świt.

## Późniejsze badania
Promieniowanie docierające do atmosfery ziemskiej podczas burz słonecznych powoduje wiązanie azotu atmosferycznego w azotany. Burza z roku 1859 wytworzyła znaczne ilości azotanów. Jedną z metod badania stężenia tego związku w atmosferze w przeszłości jest analiza zawartości związków azotu w rdzeniach lodowców. Badania takie dostarczają dowodów, iż podobnie intensywne zdarzenia, jak te odnotowane w 1859 roku, występują średnio raz na 500 lat.

## Zagrożenie
W raporcie National Research Council of the National Academy of Sciences naukowcy ostrzegają, iż burza podobna do tej z 1859 roku dzisiaj mogłaby spowodować globalną katastrofę. Szybkie zmiany pola magnetycznego na dużym obszarze podczas burzy magnetycznej powodują indukowanie się siły elektromotorycznej w przewodnikach, która może doprowadzić do zniszczenia transformatorów wysokiego napięcia, co zdarzyło się w 1989 roku. Według NASA nieco większa burza, taka jak w 1921 roku, zniszczyłaby w samych Stanach Zjednoczonych ok. 350 transformatorów i lokalnych stacji elektroenergetycznych, dostarczających energię dla 130 milionów osób. Burza wielkości tej, która wystąpiła w 1859 roku mogłaby zniszczyć cały system energetyczny krajów uprzemysłowionych. Zniszczone transformatory nie mogą być naprawione, trzeba je wymienić na nowe, a czas produkcji jednego wynosi ok. 12 miesięcy, pod warunkiem, że fabryka ma zapewnione dostawy surowca i energii, na co w takich warunkach trudno liczyć. Zapasów transformatorów prawie nie ma. Sieci energetyczne w Europie są ze sobą mocno powiązane, co grozi reakcją łańcuchową: awaria części sieci pociąga za sobą przeciążenie innych fragmentów i kolejne awarie. Ochronę mogą stanowić systemy wczesnego ostrzegania oraz kondensatory zabezpieczające transformatory energetyczne. Obecnie jednak system wczesnego ostrzegania posiadają tylko USA, a żadna inna ochrona nie jest stosowana.